# 黃志瑋
黃志瑋（1981年4月10日—），台灣藝人及男演員。畢業於強恕高中和東南科技大學土木工程系。曾榮獲2002年中國大陸新絲路模特兒大賽冠軍。因演出戲劇《薔薇之戀》和《仙劍奇俠傳》獲得知名度，進而在兩岸三地皆有演藝活動。身高193公分。

## 演出作品

### 電視劇
| 年份   | 頻道                       | 劇名                     | 飾演     |
| 2003年 | 台視                       | 《薔薇之戀》             | 韓菫     |
| 2004年 | 東森                       | 《我的寵物老公》         | 齊和平   |
| 2004年 | 浙江影視                   | 《第101次求婚》          | 陳子俊   |
| 2005年 | 衛視中文台、浙江影視       | 《天若有情》             | 方以安   |
| 2007年 | 台視、三立都會台           | 《櫻野三加一》           | 方威     |
| 2009年 | 台州廣播電視總台           | 《仙剑奇侠传三》         | 重楼     |
| 2009年 | 湖南衛視                   | 《一起來看流星雨》       | 叶勉     |
| 2009年 | 民視、八大綜合台           | 《終極三國》             | 袁紹     |
| 2011年 | 設計家                     | 《謝謝你給我一個家》     | 阿凱     |
| 2011年 | 民視、八大綜合台           | 《我可能不會愛你》       | Henry    |
| 2011年 | 台視                       | 《前男友》               | 戴亦翔   |
| 2012年 | MTV                        | 《PM10-AM03》            | Arthur   |
| 2012年 | 中視                       | 《求愛365》              | 賴天成   |
| 2012年 | 緯來電影台                 | 《親愛的 我想告訴你》    | 張洋     |
| 2014年 | 民視、八大綜合台           | 《徵婚啟事》             | 方成皓   |
| 2014年 | 民視、八大綜合台           | 《你照亮我星球》         | 陳一飛   |
| 2016年 | 八大綜合台、愛奇藝台灣站   | 《High 5 制霸青春》      | 文岱     |
| 2016年 | 三立都會台、東森綜合台     | 《獨家保鑣》             | 吳建業   |
| 2018年 | 愛奇藝                     | 《國民安保官之絕命護衛》 | 陳耀輝   |
| 2018年 | 搜狐視頻                   | 《動物系戀人啊》         | 查定邦   |
| 2018年 | 公共電視                   | 《20之後》               | 汪宇民   |
| 2019年 | 八大綜合台                 | 《90後的我們》           | 沈大軍   |
| 2019年 | 愛奇藝                     | 《從前有座靈劍山》       | 天輪真君 |
| 2019年 | 客家電視台                 | 《四分之3》              |          |
| 2020年 | 愛奇藝                     | 《三嫁惹君心》           | 朱富     |
| 2021年 | ViuTV、CATCHPLAY、HBO Asia | 《第三佈局 塵沙惑》      | 徐源     |
| 2023年 | 愛奇藝                     | 《今日宜加油》           | 娄明秀   |
| 2024年 | 愛奇藝                     | 《狐妖小红娘月红篇》     | 金人鳳   |
| 2024年 | 愛奇藝                     | 《颜心记》               | 李俊     |
| 2024年 |                            | 《四海重明》             | 孟霄樓   |
| 2024年 |                            | 《鎮魂街之熱血再燃》     | 皇甫龍斗 |
| 2025年 |                            | 《淮水竹亭》             | 金人鳳   |
| 2025年 |                            | 《一刀風月》             |          |

### 電影長片
| 年份   | 片名                   | 飾演         |
| 2008年 | 《绝命派对》           | 楊董         |
| 2009年 | 《窈窕绅士》           | 馀會長       |
| 2012年 | 《貧民英雄》           | 莊大衛       |
| 2013年 | 《親愛的奶奶》         | 阿里巴巴國王 |
| 2013年 | 《戀戀海灣》           | Tony         |
| 2013年 | 《微光閃亮第一個清晨》 | Mos          |
| 2015年 | 《想入非非》           |              |
| 2020年 | 《驚夢49天》           | Allen        |
| 2020年 | 《震撼擂台》           |              |

### 電影短片
| 年份   | 片名           | 飾演 |
| 2016年 | 《喂！熊孩子》 |      |
| 2018年 | 《甩尾王2》    |      |

### 音樂錄影帶
| 年份   | 歌手 | 歌曲     |
| 2019年 | 黃莉 | 《之後》 |

### 舞台劇
- 2010年 果陀劇團《我愛紅娘》
- 2016年 全民大劇團《瘋狂伸展台》
- 2017年 全民大劇團《情人哏裡出西施》
- 2018年 全民大劇團《賽貂蟬》
- 2018年 關懷演唱會《風從哪裡來》

## 音樂作品
- 2004年《我的寵物老公電視原聲帶》GRACE
- 2005年《第101次求婚電視原聲帶》想你一秒鐘
- 2005年《偷心原聲帶》你就是我要的幸福

## 主持作品
| 年份        | 頻道     | 節目               |
| 2012-2013年 |          | 《完美一窩瘋》     |
|             | 東風衛視 | 《娛樂在亞洲》代班 |
|             | 東風衛視 | 《薔薇週記》       |
| 2004年      | TVBS新聞 | 《金馬獎星光大道》 |
|             | 中天娛樂 | 《玩美一窩瘋》     |

## 廣告
- 裕隆汽車
- 華歌爾
- 博士倫隱形眼鏡
- 日本網路
- 遠東銀行
- 大陸手機
- 日本電信
- 貝納頌咖啡
- 愛之味鮮採柑橙
- 愛在飛翔國際志工公益廣告

## 出版品
| 年份   | 書名                       | 出版社   | ISBN            |
| 2003年 | 無法直視-黃志瑋 寫真全記錄 | 布克文化 | ISBN 9572880616 |
| 2004年 | 伊之獨秀                   | 台視文化 | ISBN 9575656547 |

### 平面雜誌
- 三菱汽車
- 美國運通卡
- 美商安麗
- MOTOROLA手機
- Men's Uno
- TVBS
- 薇薇新娘
- 壹週刊
- FHM
- GQ
- ARZER
- 男人誌封面
- VOGUE
- 男人味
- COLOR
- 時報周刊
- MEN STYLE
- CE'T MOI
- V MAN封面

## 電視節目參與
- 我猜我猜我猜猜猜
- 娛樂在亞洲
- 快樂星期天
- 命運好好玩
- 明星藝能學園
- 型男大主廚
- 國光幫幫忙
- 完全娛樂
- 天黑請閉眼
- 至尊美食王
- 百萬小學堂
- 33廚房
- 名模出任務
- 飢餓遊戲 (電視節目) Ep 105,163,164,201,334,435

## 外部連結
- 黃志瑋的Facebook專頁
- 黃志瑋的新浪微博
- 黃志瑋在香港影庫上的簡介
- 黃志瑋在豆瓣上的资料（简体中文）